# Jean Pythoud
Jean Pythoud (* 24. Februar 1925 in Neirivue; † 1. April 2020) war ein Schweizer Architekt, dessen Werk sich auf Freiburg im Üechtland konzentrierte. Als Architekt für verschiedene Baugenossenschaften befasste er sich intensiv mit dem «Bauen für das Minimum», was sich auf die Frage bezieht, wie man mit minimal eingesetzten Mitteln möglichst viel erreichen könne.

## Leben und Wirken
Nach dem Besuch der Sekundarschule in Bulle absolvierte Pythoud ab 1942 eine Bauzeichnerlehre bei dem Basler Architekten Arnold Gfeller, bei dem er bis 1947 angestellt blieb. Während der folgenden zwei Jahre war er bei 
Georges Épitaux (1873–1957) in Lausanne und 1949 bis 1951 bei Chillier in Châtel-Saint-Denis. Es folgten die Büros Delorme in Vevey 1952, Bürochef bei Fernand Dumas bis 1956 und anschliessend Mitarbeit bei dem Schweizer Ingenieur und Architekten vieler Schwimmbäder Beda Hefti.
1959 mit dem Auftrag der Wohnbaugenossenschaft La Solidarité konnte Pythoud sich selbständig machen und eröffnete sein Büro in Freiburg. Dieser Entwurf – es handelt sich um drei Gebäude mit je vierzig Wohnungen, die 1963 fertiggestellt wurden –, versuchte, die Qualitäten eines Einfamilienhauses im Verbund der Grossform darzustellen. Die Split-Level-Wohnungen sind mit einer recht komplizierten Erschliessung angebunden, Pythoud nutzte die Möglichkeiten der Typisierung und der Vorfabrikation, formale Aspekte der Architektur treten zurück, während nach der Maxime der Moderne  die Form der Funktion zu folgen hat: Die Fassaden, die als vorfabrizierte Elemente inklusive eingesetzter Fenster vor die Rohbaustruktur gehängt wurden, sind durch den Innenraum und seine Belichtung vorgegeben, Dekor und Komposition werden verneint.
Pythoud tat sich mehrfach mit anderen Architekten zusammen, am längsten 1962 bis 1978 mit Roger Currat und Thomas Huber zum Büro Architectes Associés Fribourg (AAF). Den Ansatz des grössten Einfachheit und Sparsamkeit in den Mitteln bei formaler Komplexität und differenzierten Grundrissen führte das Büro mit seinen weiteren Wohnbauprojekten fort, etwa mit Sicoop Schönberg: zwei neungeschossige Wohnbauten, geplant ab 1961, wo zwei symmetrische Bauteile jeweils mit Duplexwohnungen und innerer Laubengangerschliessung an den Treppentrakt angelagert sind. Sowohl La Solidarité als auch Sicoop Schönberg stehen heute als Kulturdenkmäler von kantonalem Rang unter Denkmalschutz.
Neben weiteren Wohnhäusern baute Pythoud bzw. AAF noch eine Reihe von Bauten vor allem für die öffentliche Hand, unter anderem Schulen in Freiburg, Grolley und Belfaux.
Jean Pythoud  war 1970 bis 1971 Präsident des Œuvre, der welschen Schwesterorganisation des Schweizerischen Werkbunds. Ab 1974 war er während zwölf Jahren Generalrat der Sozialdemokratischen Partei im Freiburger Stadtparlament. Pythoud war ab 1951 mit Magui Liaudat verheiratet, das Paar hatte drei Kinder.

## Werke (Auswahl)
- La Solidarité, 3 Wohnblocks, Freiburg 1959–1963
- Siedlung Baticoop, 12 Eigenheime, Courtepin 1960–1962
- Haus Hilber, Umbau eines Altstadthauses, Freiburg 1961
- Sicoop Schönberg, 2 Wohnblocks, Freiburg 1967–1972
- Wissenschaftliche Institute der Universität, Freiburg 1964–1968, mit Franz Füeg
- Préventorium  pour enfants, Kinderheilstätte, Les Sciernes d’Albeuves 1964–1966
- Haus Léchelles, für Fernand Monney, Freiburg 1963
- Haus Benetti, Romont 1965–1966
- Notre Dame du Jolimont, Schule, Freiburg 1965–1967, 1972–1973
- H. Schmidt AG, Lager, Werkstatt und Wohnung, St. Ursen 1968
- Autobahnverwaltung, Givisiez 1968–1969
- Primarschule, Grolley 1971–1973
- Primarschule, Belfaux 1971–1972
- Haus des Architekten, Freiburg 1971
- Klosterkirche Cerniat, Sanierung und Umbau 1971
- École de la Vignettaz, Primarschule, Freiburg 1975–1976
- Haus Camille Meyer, Belfaux 1978
- Haus Irène Ruffieux, Arconciel 1982
- Ferme Michel Ray, Umbau eines Bauernhauses, Chavannes-sur-Orsonnes 1985